# Olivier Rommens
Olivier Rommens (Wommelgem, 3 februari 1995) is een Belgisch voetballer die doorgaans als middenvelder speelt. Hij verruilde NAC Breda in januari 2019 transfervrij voor TOP Oss om daarna in Litouwen, Estland, Malta en Canada te gaan spelen. Zijn jongere broer Philippe en neef Nicolas zijn ook betaald voetballers.

## Carrière
Rommens en zijn jongere broer Philippe werden in 2006 opgenomen in de jeugdopleiding van PSV. Op 9 augustus 2014 debuteerde hij voor Jong PSV, in de Eerste divisie tegen Achilles '29. Hij mocht in de basiself beginnen in de eerste wedstrijd van het seizoen 2014/15. Zakaria Bakkali tekende voor het openingsdoelpunt, Rommens verdubbelde op slag van rust de score waarmee hij meteen de eindstand vastlegde. Rommens speelde in de volgende twee seizoenen meer dan vijftig wedstrijden voor Jong PSV. Een debuut in de hoofdmacht van de club bleef uit.
Rommens tekende in juni 2016 een contract tot medio 2018 bij NAC Breda, dat hem transfervrij overnam van PSV. In zijn verbintenis werd een optie voor nog een seizoen opgenomen. Rommens speelde zodoende op 9 september 2016 voor het eerst een officiële wedstrijd tegen zijn broer Philippe. Hij kwam die dag uit voor NAC tijdens een wedstrijd in de Eerste divisie thuis tegen Jong PSV. Het werd 1–1. Op 30 december werd zijn contract met NAC Breda ontbonden. Op 4 januari 2019 tekende hij een contract voor 2,5 jaar bij TOP Oss waar hij samen kwam te spelen met zijn broer Phillipe.

## Clubstatistieken
| Seizoen         | Club            | Competitie      | Competitie | Competitie | Beker | Beker | Overig | Overig | Totaal | Totaal |
| Seizoen         | Club            | Competitie      | Wed.       | Dlp.       | Wed.  | Dlp.  | Wed.   | Dlp.   | Wed.   | Dlp.   |
| --------------- | --------------- | --------------- | ---------- | ---------- | ----- | ----- | ------ | ------ | ------ | ------ |
| 2014/15         | Jong PSV        | Eerste divisie  | 28         | 1          | 0     | 0     | —      | —      | 28     | 1      |
| 2015/16         | Jong PSV        | Eerste divisie  | 26         | 1          | 0     | 0     | —      | —      | 26     | 1      |
| 2016/17         | NAC Breda       | Eerste divisie  | 23         | 1          | 1     | 0     | —      | —      | 24     | 1      |
| 2017/18         | NAC Breda       | Eredivisie      | 0          | 0          | 0     | 0     | —      | —      | 0      | 0      |
| 2018/19         | NAC Breda       | Eredivisie      | 0          | 0          | 0     | 0     | —      | —      | 0      | 0      |
| 2018/19         | TOP Oss         | Eerste divisie  | 13         | 0          | 0     | 0     | 2      | 0      | 15     | 0      |
| 2019/20         | TOP Oss         | Eerste divisie  | 27         | 2          | 3     | 0     | —      | —      | 30     | 2      |
| 2020/21         | TOP Oss         | Eerste divisie  | 0          | 0          | 0     | 0     | —      | —      | 0      | 0      |
| Carrière totaal | Carrière totaal | Carrière totaal | 117        | 5          | 4     | 0     | 2      | 0      | 123    | 5      |

Bijgewerkt t/m 24 juni 2020